# Magnus Enhörning
Karl Magnus Enhörning, född 17 oktober 1921 i Djursholm, Danderyds församling, Stockholms län, död 14 februari 1992 i Täby församling, Stockholms län, var en svensk violinist och musikadministratör.
Enhörning var son till ingenjör Johannes Enhörning och Lisa, född Nordfors. Han var gift med sjuksköterskan Ulla Carlsson och är far till Pontus Enhörning.
Åren 1941–1944 studerade han vid Kungliga Musikhögskolan och blev filosofie kandidat 1947. Året därefter anställdes han vid Radiotjänst, sedermera Sveriges Radio, blev biträdande musikchef 1965 och var musikchef 1968–1979. Han var VD för Rikskonserter 1980–1985 och för Svenska konsertbyrån 1985–1987. Enhörning invaldes som ledamot 738 av Kungliga Musikaliska Akademien den 27 februari 1969 och var ledamot av dess styrelse 1970–1978.